# Brétigny
Brétigny é uma comuna francesa na região administrativa da Normandia, no departamento de Eure. Estende-se por uma área de 5,44 km². Em 2010 a comuna tinha 138 habitantes (densidade: 25,4 hab./km²).